# شهرک شهید دهقانپور
شهرک شهید دهقانپور، روستایی در دهستان جهادآباد بخش مرکزی شهرستان عنبرآباد در استان کرمان ایران است.

## جمعیت
بر پایه سرشماری عمومی نفوس و مسکن در سال ۱۳۹۵، جمعیت این روستا برابر با ۵۹۹ نفر (۱۷۳ خانوار) بوده است.